# Saint-Julien-Puy-Lavèze
Saint-Julien-Puy-Lavèze là một xã ở tỉnh Puy-de-Dôme trong vùng Auvergne-Rhône-Alpes miền trung nước Pháp.